# Старовойт Ірина Миколаївна
Ірина Миколаївна Старовойт (нар. 6 липня 1975, Львів) — літературознавиця, поетка, перекладачка, кандидат філологічних наук (2001), доцентка кафедри теорії літератури та порівняльного літературознавства Львівського національного університету імені Івана Франка (2004 -2016). Доцентка кафедри культурології Українського католицького унііверситету. Захистила дисертацію на тему «Український постмодернізм у критичному та художньому дискурсах кінця ХХ ст.» (2001). Авторка і ведуча книжкового ревю «Томи» на Львівському обласному телебаченні (1996–1999).
Членка Асоціації українських письменників. Лауреатка першої премії видавництва «Смолоскип» (1999). Належала до літературної групи «Нечувані». Живе і працює у Львові.
Поезія Ірини Старовойт увійшла у видання: «Ми і вона: Антологія одинадцяти поеток» (Львів: Видавництво Старого Лева, 2005), «Українські літературні школи та групи 60―90-х рр. ХХ ст.: Антологія вибраної поезії та есеїстики» / Упор. Василь Ґабор. (Львів: ЛА «Піраміда», 2009), "Wschód-Zachód. Wiersze z Ukrainy i dla Ukrainy. Antologia" (wybór, przekł. i wstęp Aneta Kamińska, Bydgoszcz: Miejskie Centrum Kultury, 2014).

## Поетичні збірки
- «Вже не прозорі» (Львів: Фенікс, 1997)
- «Гронінгенський рукопис» (Львів: Видавництво Старого Лева, 2014)
- «A Field of Foundlings: Poems» Translated by Grace Mahoney (USA, Lost Horse Press, 2017)

## Наукові праці
- Ірина Старовойт. КОТИГОРОШКО: про тілесний спомин в автобіографічній прозі Григора Тютюнника // Парадигма: збірник наукових праць. Львів: Ін-т українознавства ім. І.Крип’якевича НАН України, 2011. Вип.6. С.132-144.